# 万卡拉·赫提四世
万卡拉·赫提四世（英語：Khety IV Meryibra），埃及第九王朝国王。他的记载很少，他的王衔意为“像拉一样有颗爱心。”